# Andreas Samuelsson
Bertil Andreas „gnetaren“ Samuelsson (* 12. Februar 1986) ist ein professioneller schwedischer Pokerspieler, der hauptsächlich online spielt. Er führte für 8 Wochen die Onlinepoker-Weltrangliste an.

## Pokerkarriere

### Online
Samuelsson spielt seit Januar 2010 Onlinepoker. Anfangs war er vorrangig als gnetaren bei PokerStars sowie O Shark Eater O auf Full Tilt Poker unterwegs. Mit der Zeit spielte er auf diversen Onlinepokerräumen unter verschiedenen Nicknames, wobei er sich bei Full Tilt Poker und partypoker, wo er als Sheater und Doyle_B anzutreffen war, Turnierpreisgelder von mehreren Millionen US-Dollar erspielte. Am erfolgreichsten ist der Schwede auf der Plattform PokerStars, bei der er bislang knapp 9,5 Millionen US-Dollar gewann. Im September 2021 setzte er sich dort bei einem Event der World Championship of Online Poker durch und sicherte sich eine Siegprämie von rund 135.000 US-Dollar. Auf GGPoker, wo Samuelsson den Nickname DonPepe nutzt, erzielte er bei der World Series of Poker Online in den Jahren 2020, 2021 und 2022 insgesamt 19 Geldplatzierungen.
Seine Online-Turniergewinne belaufen sich insgesamt auf über 14,5 Millionen US-Dollar, womit er zu den erfolgreichsten Onlineturnierspielern zählt. Vom 25. Dezember 2013 bis 21. Januar 2014 stand Samuelsson erstmals für 4 Wochen in Serie auf Platz eins des PokerStake-Rankings, das die erfolgreichsten Onlinepoker-Turnierspieler weltweit listet. Vom 12. März bis 8. April 2014 hatte er die Position für 4 weitere Wochen inne.

### Live
Seine ersten Geldplatzierungen bei Live-Pokerturnieren erzielte Samuelsson Ende August 2011 bei der European Poker Tour (EPT) in Barcelona. Dort erreichte er u. a. im Main Event die bezahlten Plätze und konnte diesen Erfolg bei den EPT-Main-Events im Oktober 2011 in Sanremo, 2012 in Prag, 2014 in Wien und Barcelona sowie Anfang 2015 beim PokerStars Caribbean Adventure auf den Bahamas wiederholen. Bei der EPT auf Malta gewann der Schwede Ende März 2015 sein erstes Live-Turnier und sicherte sich den Hauptpreis von 53.000 Euro. Im Juni 2015 war er erstmals bei der World Series of Poker (WSOP) im Rio All-Suite Hotel and Casino in Paradise am Las Vegas Strip erfolgreich und kam bei einem Turnier der Variante No Limit Hold’em in die Geldränge. Ende August 2015 erreichte Samuelsson beim EPT-Main-Event in Barcelona den Finaltisch und beendete das Turnier auf dem mit 253.900 Euro dotierten sechsten Platz. An gleicher Stelle entschied er im August 2017 ein Event der PokerStars Championship mit einer Siegprämie von 55.000 Euro für sich. Seitdem blieben größere Turniererfolge aus.
Insgesamt hat sich Samuelsson mit Poker bei Live-Turnieren mehr als 800.000 US-Dollar erspielt.